# Bertre
Bertre is een gemeente in het Franse departement Tarn (regio Occitanie) en telt 100 inwoners (2009). De plaats maakt deel uit van het arrondissement Castres.

## Geografie
De oppervlakte van Bertre bedraagt 4,1 km², de bevolkingsdichtheid is dus 24,4 inwoners per km².
De onderstaande kaart toont de ligging van Bertre met de belangrijkste infrastructuur en aangrenzende gemeenten.

## Demografie
Onderstaande figuur toont het verloop van het inwonertal (bron: INSEE-tellingen).